# 陈宏 (羽毛球运动员)
陈宏（1979年11月28日—），生於福建長汀，中国男子羽毛球运动员，在2002年及2005年曾兩度奪得世界羽壇的頂級桂冠全英羽毛球公開賽男單冠軍金牌的球王寶座以及2003年男子單打銀牌，2001年及2006年世界羽毛球錦標賽男子單打比賽銅牌。2007年，陈宏從中国国家羽毛球队退役，並開始以個人名義參加國際比賽，成為中國首個自由球員。从国家队退役后的陈宏已不复当年之勇，逐渐地淡出了国际赛场。

## 主要比賽成績
只列出曾進入準決賽的國際賽事成績：
| 年份   | 賽事                   | 公開賽級別 | 項目     | 成績   |
| ------ | ---------------------- | ---------- | -------- | ------ |
| 2001年 | 世界羽毛球大獎賽總決賽 | 其他       | 男子單打 | 準決賽 |
| 2002年 | 亞洲羽毛球錦標賽       | 其他       | 男子單打 | 季軍   |
| 2006年 | 泰國羽毛球公開賽       |            | 男子單打 | 準決賽 |
| 2007年 | 馬來西亞羽毛球超級賽   | 超級賽     | 男子單打 | 準決賽 |
| 2007年 | 亞洲羽毛球錦標賽       | 其他       | 男子單打 | 亞軍   |
| 2007年 | 印尼羽毛球超級賽       | 超級賽     | 男子單打 | 準決賽 |
| 2007年 | 泰國羽毛球黃金大獎賽   | 黃金大獎賽 | 男子單打 | 冠軍   |
| 2007年 | 菲律賓羽毛球公開賽     | 黃金大獎賽 | 男子單打 | 亞軍   |

| 2007-2017年 | 首要超級賽 | 超級賽 | 黃金大獎賽 | 大獎賽 | 國際挑戰賽 | 國際系列賽 | 未來系列賽 | 其他 |

### 奧運會和世錦賽參賽紀錄
|          | 2003 | 2004 | 2005 | 2006 |
| -------- | ---- | ---- | ---- | ---- |
| 男子單打 | 8強  | 8強  | 8強  | 季軍 |

## 個人生活
陈宏曾与国家队隊友，女子雙打選手高崚相戀。兩人在2003年確立戀人關係。2006年，兩人在女方父母的反對下分手。
2005年，陈宏與台灣選手辜姵婷在新加坡羽毛球公开赛時認識，二人在2006年年底閃電結婚。